# Ministère des Biens religieux et des Affaires islamiques
Le Ministère des Biens religieux et des Affaires islamiques (aussi connu sous le nom d’ « Autorité qatarie des Biens religieux ») est un service du gouvernement du Qatar créé en 1993 dans l’objectif d’ « assurer que tous les aspects de la vie moderne soient conformes aux principes de l’Islam. » Le Ministère est reconnu pour avoir contribué au rayonnement de l’Islam au Qatar et dans le monde. Cependant, certains programmes du Ministère ont suscité la polémique.
Le poste de Ministre des Biens religieux et des Affaires islamiques est actuellement occupé par le Docteur Ghaith bin Moubarak Al-Kuwari.

## Mission
La mission du Ministère est de recueillir les donations, de faire la promotion de la connaissance et de la pratique de l’Islam parmi les musulmans et les non-musulmans, de soutenir les dirigeants religieux musulmans, et d’investir dans la construction et l’entretien des mosquées.
Mufti Rushan Abbyasov, vice-président du Conseil religieux des musulmans de la Fédération de Russie, et des représentants du ministère du Qatar des affaires islamiques ont eu des discussions sur la coopération potentielle. Ils ont exploré les plans de collaboration dans des projets religieux, spirituels, humanitaires et culturels. 

## Centre culturel islamique
L’un des projets phare du Ministère des Biens religieux et des Affaires islamiques fut la création du Centre culturel islamique « Fanar ». Le mot « Fanar » signifie « phare» en arabe. Ce nom a été choisi en référence à la volonté du gouvernement qatari de faire de ce centre et de la religion qu’il promeut un « phare pour l'humanité.»
Le Service de Formation du Centre Fanar propose des cours de charia, d’arabe comme langue étrangère, de calligraphie et d’histoire de l’art islamique. Il propose également un programme nommé « Introduction à l'Islam » dans de nombreuses langues étrangères, dont le tagalog, le cingalais, le népalais et l’anglais.
Par ailleurs, le Centre culturel islamique Fanar publie la revue islamique « Baseera », distribue gratuitement des livres islamiques dans plusieurs langues, et diffuse sur internet des prêches d’imams en langue anglaise en direct tous les vendredis.

## Investissements
Le Ministère a investi massivement dans la construction du Centre culturel islamique ainsi que d’un grand nombre de mosquées au Qatar et à l’étranger. Il détient également des participations dans de nombreuses sociétés qataries dont Al-Jazira Finance, une institution financière créée en 1989 et proposant exclusivement des produits financiers conformes à la charia.